# Il mulino del Po
Il mulino del Po és una pel·lícula de 1949 dirigida per Alberto Lattuada i inspirada en el tercer volum de la novel·la homònima de Riccardo Bacchelli.

## Argument
Delta de la Ferrara del riu Po, finals del 1800. L'austeritat i el treball diari de dues famílies locals, Scacerni i Verginesi, s'interrompen en un dia especial: el compromís dels seus respectius fills, Berta i Orbino. Tanmateix, l'alegria del brindis entre les famílies es fa malbé per l'arribada dels financers, que han vingut a comprovar que els Scacerni no han tornat a manipular els metres del seu molí per no pagar l'impost sobre el sòl: en aquest cas, hi hauria detenció i decomís.
Les coses no van millor per a la família Orbino: Clapassòn, nou propietari de les terres on els Verginesi han treballat durant generacions, imposa un sistema agrícola intensiu i amenaça amb expulsar-los si no segueixen les seves ordres. La solució comuna als problemes hauria de venir del naixement de la lliga de camperols, una organització socialista que recolza el món agrícola contra les injustícies del govern i dels empresaris burgesos; tanmateix, aquesta serà la poma de la disputa, ja que la plena adhesió dels Verginesi s'oposa a la negativa dels Scacerni a qualsevol obertura cap a la lliga i els seus nous principis.
Els esdeveniments es precipiten encara més quan, durant una inspecció nocturna de finances, els Scacernis estan a punt de ser sorpresos amb el tacòmetre manipulat, la qual cosa significaria la seva caiguda: l'intent de reactivar el dispositiu ha fallat, Princivalle incendia tot el molí tal com s'ha ordenat des de la mare. No obstant això, això no va evitar la detenció del jove ni greus problemes econòmics per a la família, que obliguen la Berta a anar a treballar amb els pares d'Orbino i a ajornar el casament.
El trencament entre les famílies dels dos promesos (que tanmateix continuen estimant-se) es consumeix completament després de la primera reunió de la lliga quan, en solidaritat amb els Verginesi desallotjats, es sanciona la vaga general dels jornalers i amb ell el ferri boicot cap a les "crumiri", com els Scacerni, sempre treballant al seu nou molí. L'aturada total de la producció i la mort de molts bestiar porta el propietari a demanar la intervenció repressiva dels soldats que provoca una revolta popular dramàtica.
Durant la revolta, la gent en plena exaltació s'enfada contra la Berta insultant-la perquè és considerada una crumira. En veure la seva germana amb llàgrimes, Princivalle corre cap al poble a buscar justícia, però, induït per les calúmnies a creure que el mateix Orbino ha deshonrat Berta, el mata sense restriccions. Aleshores, el calumniador llança el cos al riu.
Princivalle, penedit, va a la seva mare i a la seva germana per explicar el que va passar i junts van a la vora del riu a esperar que li tornin el cos.

## Repartiment
- Carla Del Poggio: Berta
- Jacques Sernas: Orbino
- Mario Besesti: il padrone
- Giacomo Giuradei: Princivalle
- Isabella Riva: donna Cecilia
- Nino Pavese: Raibolini
- Giulio Calì: Smarazzacucco
- Anna Carena: L'Argìa
- Leda Gloria: La Sniza
- Dina Sassoli: Susanna

## Distribució
La pel·lícula es va estrenar al circuit de cinema italià el 28 de setembre de 1949. Dins de la pel·lícula, a l'escenari de la concentració per la lliga obrera, es ret homenatge a la figura d'Amilcare Cipriani, patriota i anarquista del Risorgimento italià.

## Obres relacionades
El 1963 es va fer un guió de televisió dirigit per Sandro Bolchi amb el mateix títol, precisament Il mulino del Po, que, però, es basava en el primer volum de la novel·la.